# Lorry-Mardigny
Lorry-Mardigny là một xã trong vùng hành chính Lothringen, thuộc tỉnh Moselle, quận Metz-Campagne, tổng Verny. Tọa độ địa lý của xã là 48° 59' vĩ độ bắc, 06° 05' kinh độ đông. Lorry-Mardigny nằm trên độ cao trung bình là 260 mét trên mực nước biển, có điểm thấp nhất là 187 mét và điểm cao nhất là 396 mét. Xã có diện tích 11,36 km², dân số vào thời điểm 1999 là 490 người; mật độ dân số là 43 người/km². Xã nằm 18 km về phía đông nam của Metz.